# Mydlovary

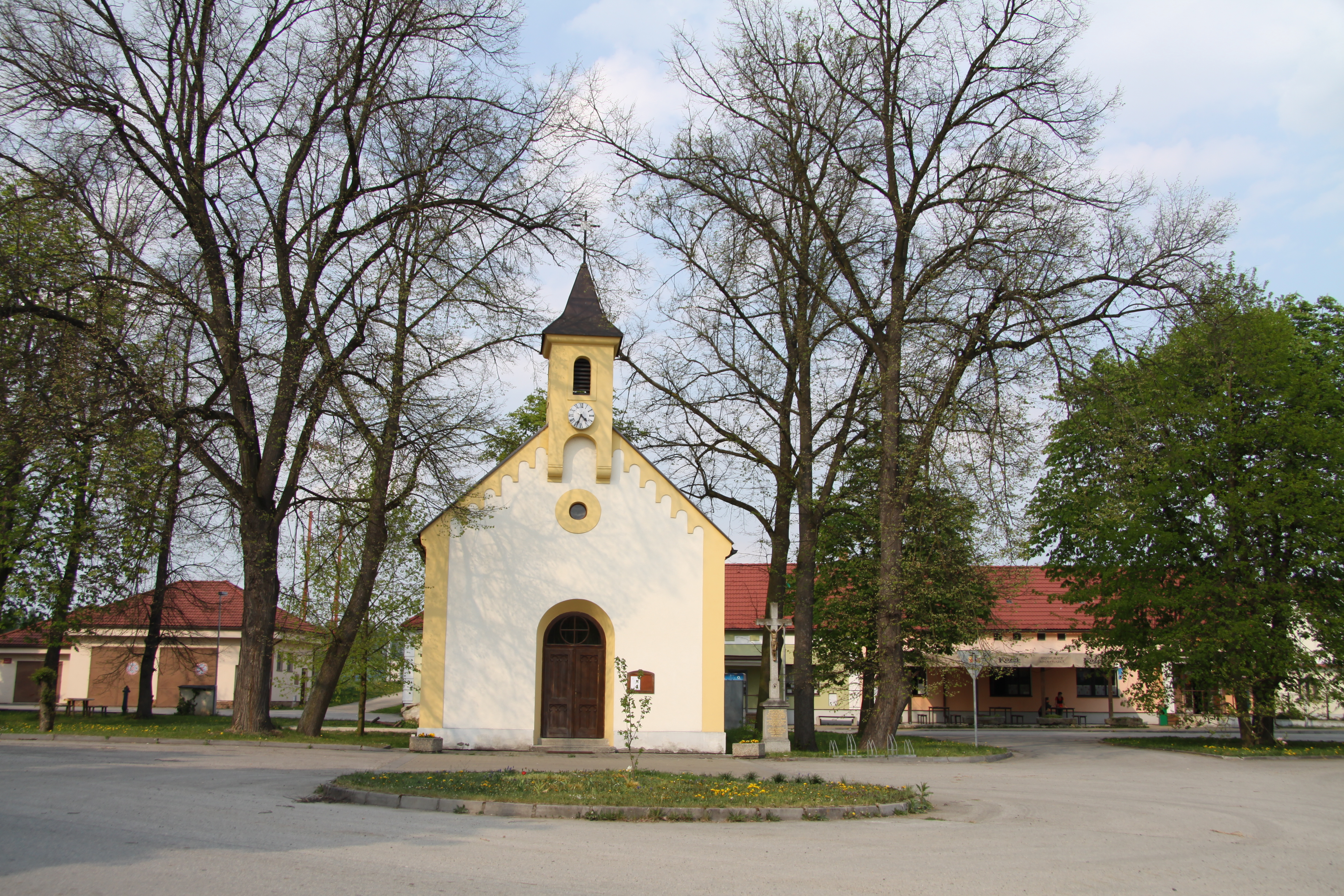
Kapelle der hl. Dreifaltigkeit

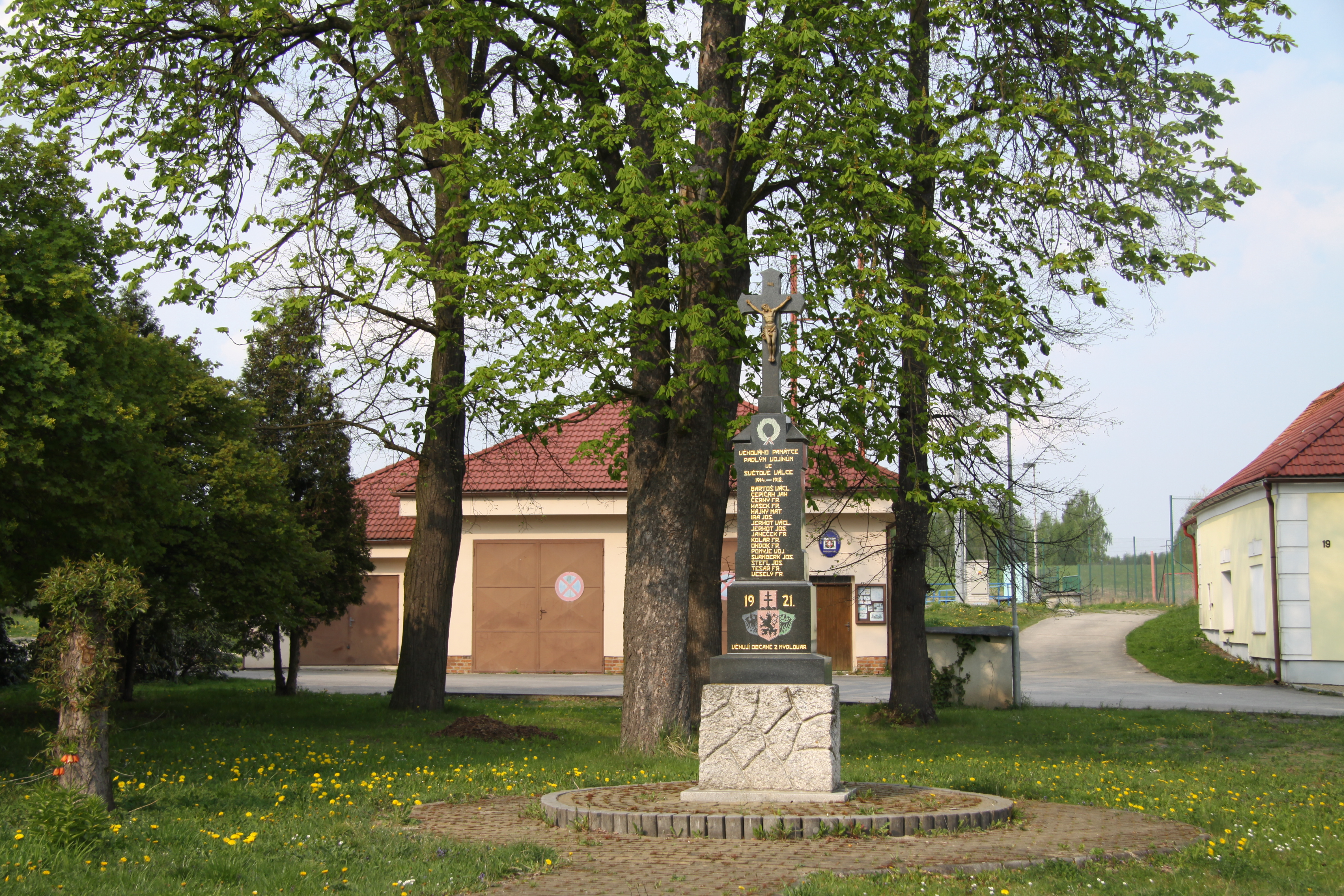
Gedenkstein für die Gefallenen des Ersten Weltkriegs

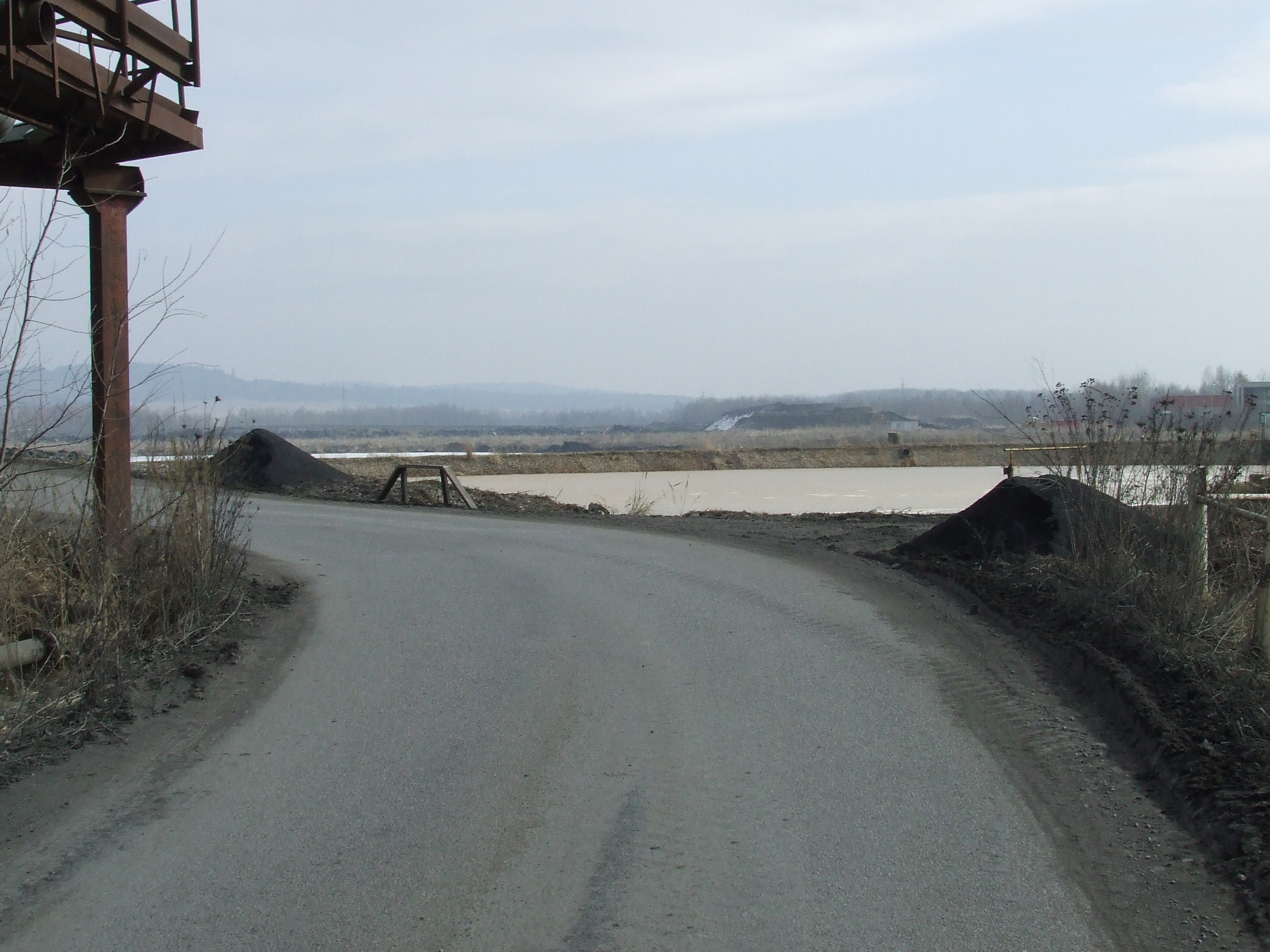
Uranschlammteiche der MAPE

Mydlovary (deutsch Mydlowar, früher Midlowar) ist eine Gemeinde in Tschechien. Sie liegt drei Kilometer nördlich von Zliv und gehört zum Okres České Budějovice.

## Geographie
Mydlovary befindet sich in der Zbudovská Blata, einem Teil des Budweiser Beckens (Českobudějovická pánev) im Quellgebiet des Baches Mydlovarský potok. Östlich erhebt sich der Olešnický vrch (499 m). Gegen Südosten liegt das Wärmekraftwerk Mydlovary, dahinter der Teich Mydlovarský rybník. Nördlich befinden sich die Restlöcher mehrerer Braunkohlentagebaue, die zuletzt als Klärsümpfe der Uranaufbereitung dienten und stark kontaminiert sind. Im Nordwesten liegt das Areal der MAPE. Westlich verläuft die Bahnstrecke České Budějovice–Plzeň, dort liegt auch die Bahnstation Zbudov.
Nachbarorte sind Velice und Olešník im Norden, Chlumec im Nordosten, Zahájí im Osten, Křivonoska und Munice im Südosten, Zliv, Pištín, Překážka und Pašice im Süden, Plástovice, Sedlec, Sedlecký Dvůr und Lékařova Lhota im Südwesten, Zbudov im Westen sowie Dívčice und Nákří im Nordwesten.

## Geschichte
Die erste schriftliche Erwähnung des zur Herrschaft Frauenberg gehörigen Dorfes erfolgte im Jahre 1352. König Vladislav II. Jagiello gewährte Mydlovary und acht weiteren Dörfern der Blata wegen der unfruchtbaren Böden besondere Privilegien. Nachdem Adam II. von Neuhaus die Privilegien der nach Frauenberg untertänigen Dörfer der Vladislavská blata durch Erhebung des Waisengeldes beschnitt, kam es im April 1581 zu einer offenen Rebellion in der Blata, die blutig niedergeschlagen wurde. Im Jahre 1835 bestand Midlowar aus 28 Häusern mit 214 Einwohnern. Im Ort bestand ein Wirtshaus. Pfarrort war Zahay. Bis zur Mitte des 19. Jahrhunderts blieb das Dorf zu der den Fürsten Schwarzenberg gehörigen Herrschaft Frauenberg untertänig.
Nach der Aufhebung der Patrimonialherrschaften bildete Mydlovary ab 1850 mit dem Ortsteil Zahájí eine Gemeinde in der Bezirkshauptmannschaft Budějovice/Budweis. Im Jahre 1910 lebten in der Gemeinde 680 Tschechen und sieben Deutsche, der Ortsteil Mydlovary hatte 309 tschechischsprachige Einwohner. 1920 löste sich Zahájí von Mydlovary los und bildete eine eigene Gemeinde. Am 14. Juni 1964 erfolgte die Eingemeindung nach Dívčice. Mit knapp 400 Einwohnern erreichte der Ort 1968 die höchste Bevölkerungszahl seiner Geschichte. Seit dem 24. November 1990 bildet Mydlovary wieder eine eigene Gemeinde. Beim Wettbewerb „Dorf des Jahres“ holte Mydlovary 2006 einen dritten Platz.

## Bergbau und Industrie

### Braunkohlebergbau
Nachdem unter dem Dorf und der Umgebung eine große Braunkohlelagerstätte entdeckt worden war, begannen 1836 erste Bergbauversuche. Ein regelmäßiger Bergbaubetrieb wurde jedoch erst 1910 aufgenommen. Mit dem Aufschluss des Tagebaus Svatopluk setzte in den Jahren 1917 bis 1918 die großflächige Braunkohleförderung ein. Später kamen mit den Zechen Václav und Pavel weitere Tagebaue hinzu. Nachdem in den 1950er Jahren die Erschöpfung der Braunkohlevorräte nördlich des Dorfes absehbar geworden war, wurden Pläne zur Umsiedlung von Mydlovary und dem Abbau unter dem Dorf entworfen, jedoch wieder fallengelassen. 1973 wurde der Braunkohlebergbau gänzlich eingestellt.

### Elektrárna Mydlovary
Im Jahre 1922 nahm das Kraftwerk Mydlovary (Elektrárna Mydlovary EMy) den Betrieb auf, in dem aus der minderwertigen, aber billigen Braunkohle Elektroenergie gewonnen wurde. Dieses wurde innerhalb von 20 Jahren zum größten Stromerzeuger in Südböhmen mit einer Leistung von 100 MW ausgebaut.
Nach der Erschöpfung der Braunkohlegruben wurde das Kraftwerk auf Braunkohle aus dem Falkenauer Becken umgestellt. Mit der Inbetriebnahme der MAPE übernahm das Kraftwerk deren Wärmeversorgung. Im Jahre 1967 übernahm das Kraftwerk auch die Fernwärmeversorgung der Stadt Zliv. Zur Verbesserung der Wärmeversorgung in der Stadt Budweis wurde die mit 15 Kilometern längste Fernwärmeleitung der Tschechoslowakei errichtet, die 1974 in Betrieb ging.
1998 stellte das Kraftwerk die Stromproduktion ein. Die Fernwärmelieferung nach České Budějovice endete 1999. Im Jahre 2001 erfolgte die Umstellung des Kraftwerks von Kohle auf Erdgas. 2002 wurde ein Teil des Kraftwerkes mit der Esse abgetragen.
Eine 2005 erteilte Baugenehmigung für die Betreiber des Heizkraftwerkes, Jihočeská energetika a.s. und E.ON Trend s.r.o, zur Errichtung einer Müllverbrennungsanlage regte in der Gemeinde starken Widerstand. Am 7. Jänner 2009 gab deren Nachfolger E.ON Energie a.s diese Pläne auf und beabsichtigt nun, ein Biomassekraftwerk zu errichten.

### MAPE
Ab 1959 erfolgte der Bau einer chemischen Aufbereitungsanlage für Uranerz. Die MAPE Mydlovary, der Firmenname ist ein Akronym für Magnesiumperchlorat, nahm am 1. Oktober 1962 den Betrieb auf, wobei die ausgekohlten Braunkohlegruben als Absetzbecken dienten. Zugleich wurde das Kraftwerk für die Wärmeversorgung der MAPE ausgebaut. Die Verarbeitungskapazität der MAPE wurde von ursprünglich jährlich 300.000 t sukzessive bis auf 600.000 t erhöht.
Nach der politischen Wende wurde am 1. November 1991 die Erzverarbeitung in der MAPE eingestellt. Über die beiden Haupttechnologielinien sauer (3/4) und alkalisch (1/4) waren bis dahin 16.745.835 t Uranerz mit einem durchschnittlichen Urangehalt von 0,184 % ausgelaugt und die Rückstände in den Klärbecken abgesetzt worden. Anschließend wurden die Anlagen der MAPE bis 1994 für andere Produktionen genutzt. Nach der gänzlichen Stilllegung erfolgte eine Aufteilung des Geländes. Der unbelastete westliche Teil der Aufbereitung wurde dabei privatisiert, der andere durch die DIAMO bis 2011 saniert und rekultiviert.
Das zwischen den Dörfern Mydlovary, Zahájí, Olešník, Nákří und Dívčice gelegene 227 ha große Gelände der Uranschlammteiche der MAPE gilt heute als eine der größten Umweltgefahren des Landes. Ein Viertel davon befindet sich auf dem Kataster von Mydlovary. Im Jahre 1996 wurde mit den Sanierungsarbeiten begonnen. Ein Abschluss der Sanierungs- und Rekultivierungsarbeiten ist nicht absehbar, es wird mit einer Dauer zwischen 20 und 50 Jahren gerechnet. Eine Reinigung des in die Moldau abzuleitenden Drainagewassers wird für 100 Jahre prognostiziert.

## Gemeindegliederung
Für die Gemeinde Mydlovary sind keine Ortsteile ausgewiesen. Zu Mydlovary gehört die Kolonie U elektrárny. Grundsiedlungseinheiten sind Mydlovary und Mydlovary-u elektrárny.

## Bevölkerungsentwicklung
| Jahr      | 1869 | 1880 | 1890 | 1900 | 1910 | 1921 | 1930 | 1950 | 1961 | 1970 | 1980 | 1991 | 2001 | 2011 | 2021 |
| --------- | ---- | ---- | ---- | ---- | ---- | ---- | ---- | ---- | ---- | ---- | ---- | ---- | ---- | ---- | ---- |
| Einwohner | 271  | 260  | 319  | 332  | 309  | 294  | 364  | 384  | 413  | 388  | 342  | 262  | 272  | 284  | 298  |

## Sehenswürdigkeiten
- Kapelle der hl. Dreifaltigkeit auf dem Dorfplatz
- Gedenkstein für die Gefallenen des Ersten Weltkrieges
- Denkmal für den 1581 hingerichteten Zbudover Richter Jakub Kubata, westlich des Dorfes bei der Bahnstation Zbudov am Soudný potok
- Gehöfte im südböhmischen Bauernbarock